# 山猫系列全地形车
山猫系列全地形车是一系列8x8、6x6、4x4全轮驱动的全地形车。山猫具备两栖行驶与原地转向能力。其军用版于2008年首度公开亮相于中国人民解放军陆军部队，军用版加强了底盘的强度，增加了武器挂架、存储空间和防滚架。此外，山猫的不同布局和改型可适用于不同的任务环境，这些改型可适用于包括人员运输、后勤物资运输、重武器发射平台、侦察、防空、工兵与医疗撤离在内的多重任务。而在空降、快速反应和特种作战中，山猫也可以通过直升机吊运、运输机空投或直升机空运的方式进入战区 。

## 改型

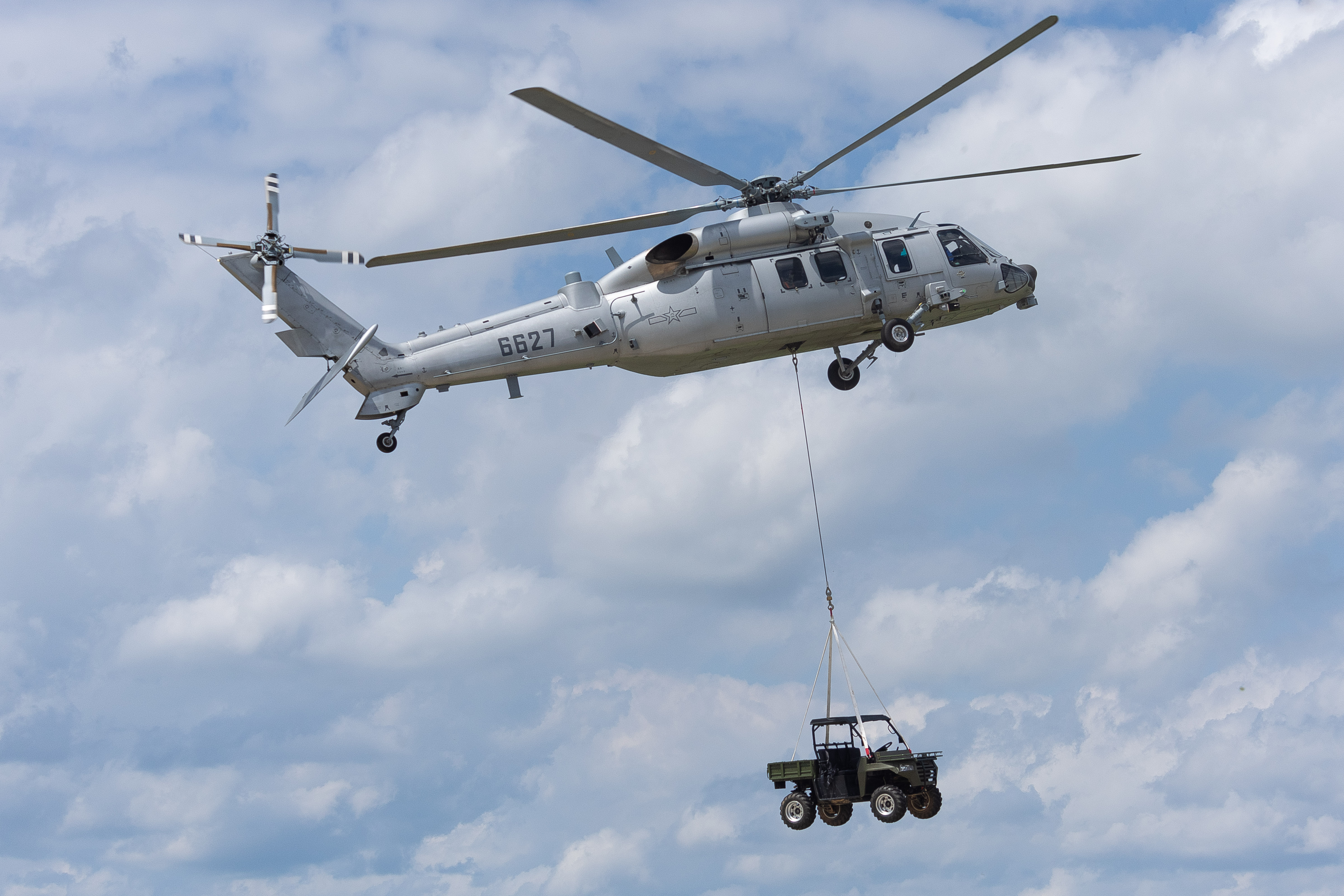
由一架直-20K直升机吊运的山猫CS/VP11全地形车

### CS/VP4
该车后部设有载货空间，可携带步兵、装备或弹药。CS/VP4的有效载荷能力为1,100公斤，能够进行原地空档转向。 人员运输的配置有可容纳5名乘客加上1名驾驶员座位。全地形车可以牵引轻型火炮或其他设备。重机枪、多管火箭发射器、榴弹发射器、导弹和火箭可以安装在车上。也有部分改型装备了100或120毫米迫击炮。该型山猫于2008年首次被公开。其中，其第二代的底盘则于2016年中国航展上亮相，第二代底盘采用了引擎前置的设计，以便于后方装载更多的人员和装备.。但第二代底盘服役不多，很快便被第三代的CS/VP16取代。

### CS/VP11
该改型是带有独立悬挂单元的4x4突击车变体。其任务模块包括用于运输、后勤和医疗后送的任务设备。4x4的改型可由中型运输直升机（如直-8）内部携带，重1.2吨。其医疗车改型可容纳两名卫生员（包括司机），并可以通过内置担架运送多达三名受伤士兵。此外，CS/VP11也可安装无人机发射轨，并有车组成员使用车载终端对无人机进行远程遥控。

### CS/VP15
CS/VP15是山猫全地形车的四轮摩托车改型。

### CS/VP16
CS/VP16是一款可发射无人机的6x6底盘两栖全地形车。CS/VP16是山猫系列全地形车的第三代改型，其底盘则是基于第二代CS/VP4改进而来。其使用的轻量化多用途底盘，部分受第二代CS/VP4的影响，具有改进内容包括使用了100马力的新发动机、新的独立车轮悬架单元并标配了遥控武器站。车辆尾部可安装多种武器模块，包括加强装甲版、122毫米加榴炮、82毫米迫击炮、120毫米迫击炮、多管火箭系统、23毫米转轮式机炮、和40毫米机炮等配置。驾驶员位于发动机舱后方的左前方，而副驾驶员/武器操作员位于驾驶员的右侧。武器模块可以在副驾驶座位上进行操作，也可以从远处远程控制。整车亦可通过无人操作模式进行远程控制。

## 使用者
- 中国
  -  中国人民解放军陆军
    - 空突第121旅
    - 空突第161旅

  -  中国人民解放军海军
    -  中国人民解放军海军陆战队

  -  中国人民解放军空军
    -  中国人民解放军空降兵军
- 委內瑞拉[3]